# HPI (série télévisée)
Pour les articles homonymes, voir HPI.
Haut potentiel intellectuel
HPI (sous-titrée Haut potentiel intellectuel, selon la signification du sigle) est une série télévisée franco-belge créée par Stéphane Carrié, Alice Chegaray-Breugnot et Nicolas Jean. La série est diffusée en Belgique, en Suisse romande et en France à partir d'avril 2021 et en Italie à partir de septembre 2021.
Au Québec, elle est diffusée depuis le mercredi 1er juin 2022 sur Addik.
La série est adaptée aux États-Unis, sous le titre High Potential.

## Présentation
La comédienne principale, Audrey Fleurot, joue le rôle d'une femme à haut potentiel intellectuel et relativement dysfonctionnelle, Morgane Alvaro. De femme de ménage, celle-ci devient consultante pour la DNPJ de Lille grâce à sa vivacité d'esprit et à sa capacité à résoudre les affaires les plus alambiquées.
HPI rencontre un vif succès, notamment en France, où elle bat des scores d'audience établis près de quinze ans auparavant. Elle fait aussi un démarrage record en Belgique.
La série est une coproduction d'Itinéraire Productions, Septembre Productions, TF1, Pictanovo, Be-Films et la RTBF (télévision belge francophone),.

## Synopsis
Morgane a, au démarrage de la série, 38 ans et trois enfants de deux ex-compagnons. Seule, elle doit gérer sa vie familiale dans des conditions difficiles. Mais elle est à haut potentiel intellectuel, déclare 160 de QI et affiche une bonne dose d’insoumission. Elle va voir son « destin de femme de ménage » chamboulé, lorsque ses capacités hors norme sont repérées par la police de Lille qui lui propose un poste de consultante. Seulement, Morgane a un problème avec l'autorité,.

## Distribution
Sauf indication contraire, les informations mentionnées dans cette section peuvent être confirmées par les bases de données cinématographiques IMDb et Allociné,  présentes dans la section « Liens externes ».

### Acteurs principaux
- Audrey Fleurot : Morgane Alvaro, consultante au commissariat
- Cypriane Gardin : Théa Alvaro, fille ainée de Morgane Alvaro
- Noé Vandevoorde : Eliott, fils de Morgane Alvaro[7]
- Mehdi Nebbou : le commandant Adam Karadec
- Bruno Sanches : Gilles Vandraud
- Marie Denarnaud : la commissaire Céline Hazan
- Bérangère McNeese : Daphné Forestier
- Clotilde Hesme : Roxane Ascher (saisons 2 et 3 - 12 épisodes)
- Jérémy Lewin : Timothée Guichard (saisons 3 et 4 - 12 épisodes)

### Acteurs secondaires
- Rufus : Henri (saison 1 : épisodes 1, 2, 3 et 5 ; saison 2 : épisodes 1, 2, 5, 6 et 7 ; saison 3 : épisodes 2, 4, 6 et 8; saison 4 : épisode 3)
- Cédric Chevalme : Ludovic Mulier (saison 1 : épisodes 1, 7 et 8 ; saison 2 : épisodes 1 à 6 ; saison 3 : épisodes 1, 2 et 4)
- Christopher Bayemi : le docteur Bonnemain, légiste (saison 1 : épisodes 1, 3, 4, 6, 7 et 8 ; saison 2 : épisodes 2, 4, 5 et 6 ; saison 3 : épisode 3 à 8)
- Akache Busiah : Ranir (saison 1 : épisodes 1, 4 et 7)
- Michèle Moretti : Agnès Alvaro, mère de Morgane Alvaro (saison 1 : épisodes 3, 4 et 6 ; saison 2 : épisodes 3, 6 et 8 ; saison 3 : épisode 7)
- Omar Mebrouk : Sofiane Karadec (saison 1 : épisodes 6 et 8 ; saison 3 : épisodes 3 et 4)
- Cédric Le Maoût : guichetier (saison 1 : épisode 3) et Jérôme (saison 2 : épisodes 3 et 6)
- Xavier Hosten : Romain Destat (saison 2 : épisodes 5 et 8)
- Patrick Chesnais : Serge Alvaro, père de Morgane Alvaro (saison 2 : épisode 8 ; et saison 3)
- Nicolas Martinez : juge Pierre-Emmanuel Caron (saison 3 : épisodes 2, 4, 5 et 8 ; saison 4 : épisodes 1 et 2)
- Thomas Scimeca : commandant Fred Prigent (saison 4 : épisodes 1, 2 et 3)
- Myra Tyliann : Afida (saison 4 ; saison 5)

Principaux acteurs de la série
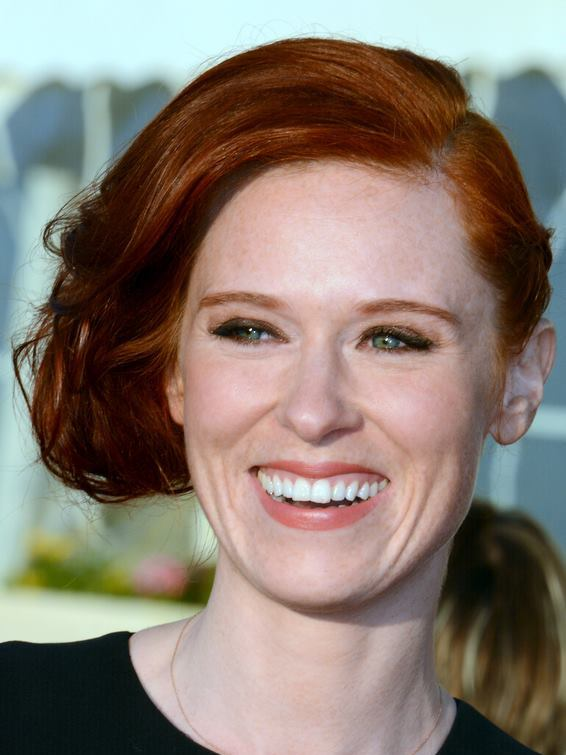
Audrey Fleurot
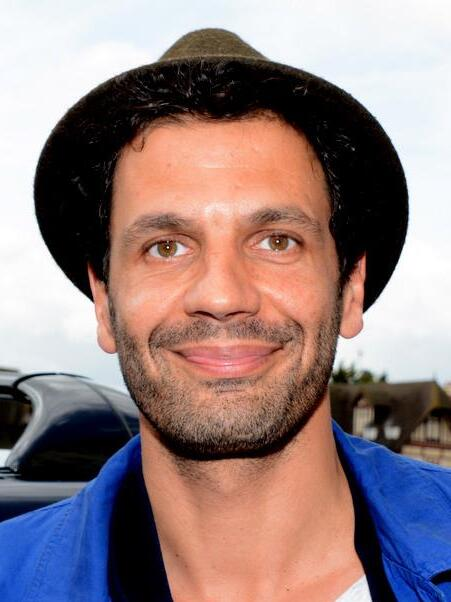
Mehdi Nebbou
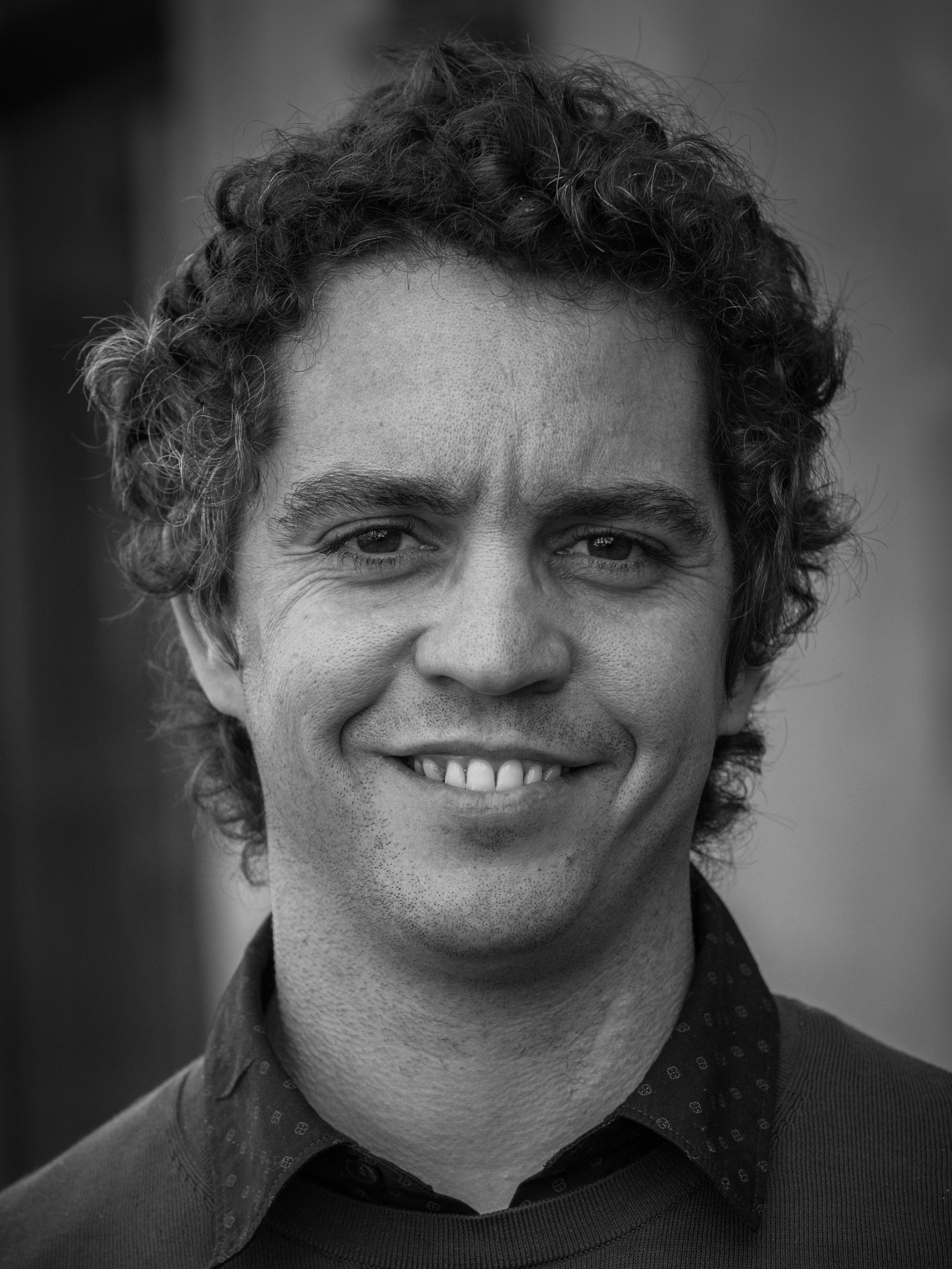
Bruno Sanches
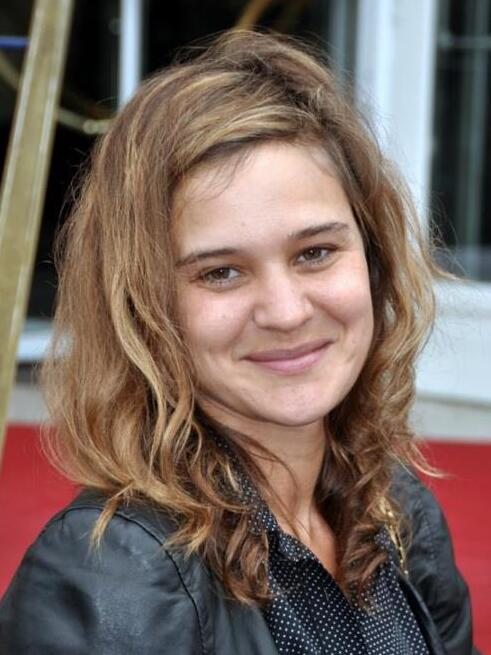
Marie Denarnaud
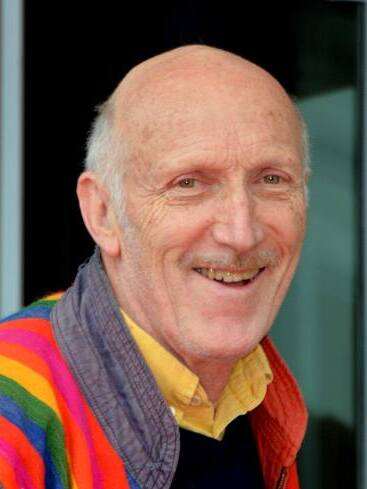
Rufus
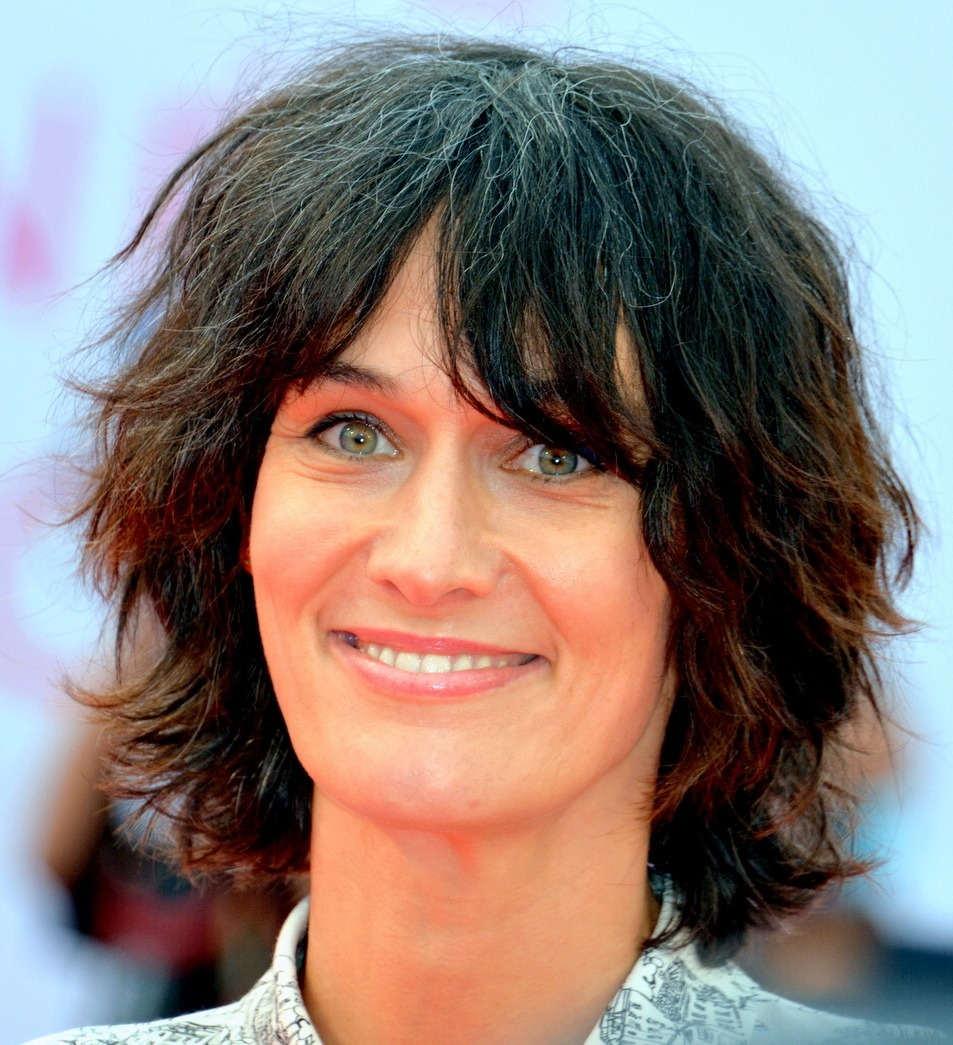
Clotilde Hesme
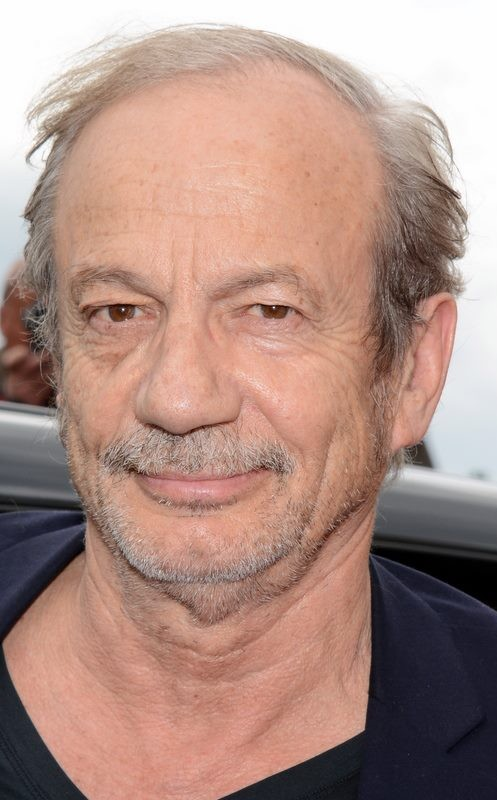
Patrick Chesnais

## Production

### Développement
La scénariste principale de la série, Alice Chegaray-Breugnot, explique que le personnage d'Audrey Fleurot est inspiré d'une forme d'autisme nommée « syndrome d'Asperger », mais qu'elle n'a pas voulu donner au personnage la seule passion des chiffres.

### Tournage

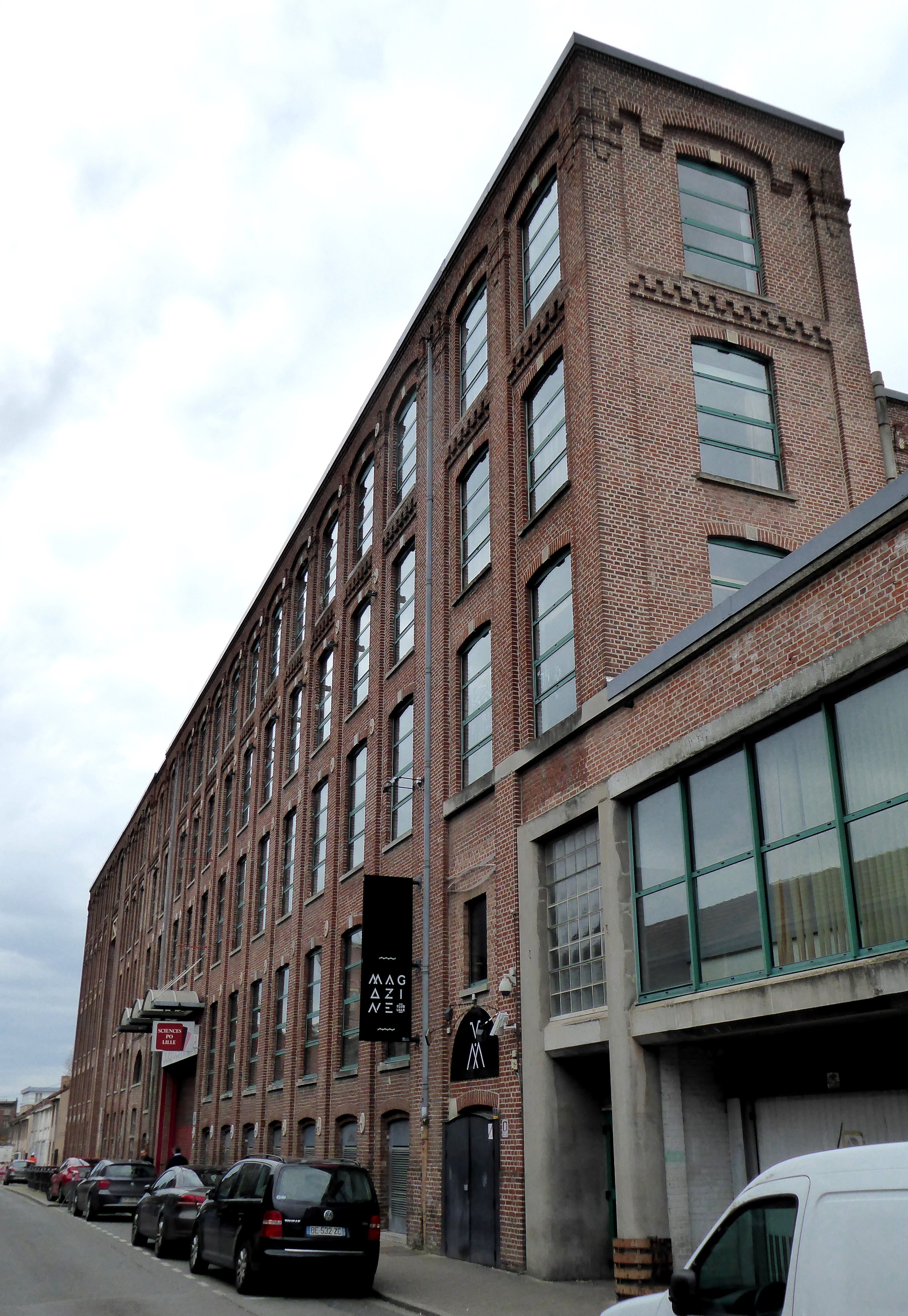
L'ancien bâtiment de Sciences Po Lille sert de décor pour le commissariat de la série.

Le tournage de la première saison s'est déroulé entre novembre 2019 et novembre 2020 dans les Hauts-de-France, au sein de la Métropole européenne de Lille, plus précisément dans les communes de Lambersart, Lille, Ronchin, Roubaix, Tourcoing, Villeneuve-d'Ascq, Wattignies ou encore Dunkerque et sa région,,.
L'ancien bâtiment de Sciences Po Lille, dans le quartier Moulins, a servi de décor pour le commissariat, entre fin 2019 et août 2020.
En mai 2021, le producteur exécutif de la série, Patrice Onfray, interrogé par La Voix du Nord, confirme la production d'une deuxième saison, précisant : « les repérages, pour trouver les lieux qui serviront de décors, devraient avoir lieu en août [2021], pour un tournage qui devrait débuter mi-octobre [2021] et se poursuivre, avec des interruptions, jusqu’à mi-février [2022] ». Celui-ci se déroule dans les Hauts-de-France, comme pour la première saison. Le tournage débute finalement le 18 octobre 2021 et se termine le 14 mars 2022,,.
En mai 2022, les deux acteurs principaux, Audrey Fleurot et Mehdi Nebbou, annoncent qu'une troisième saison est prévue. Au micro de France Info, Audrey Fleurot déclare : « Il y aura une troisième saison de HPI. Je ne sais absolument pas si j'ai le droit de le dire. Je n'ai pas du tout été briefée mais je vous le dis »,. Le tournage a commencé le 29 juin 2022 dans les Hauts-de-France pour les deux premiers épisodes, les épisodes 3, 4 et 5 sont tournés entre fin novembre 2022 et fin janvier 2023 et les trois derniers de février au 15 mars 2023. Ce tournage a lieu à Lille, Lambersart, Roubaix, Armentières, Frelinghien, Cysoing, Bousbecque, Ronchin, Loos, Tourcoing et La Neuville.
Le 25 mars 2023, Alice Chegaray-Breugnot et Julien Anscutter, respectivement scénariste et directeur de collection, déclarent que la quatrième saison est en cours d'écriture et que le tournage commencera bientôt. Comme pour la troisième saison, le tournage des deux premiers épisodes a lieu en été, il commence le 11 août 2023. Le tournage des épisodes 3 et 4 débute le 16 octobre 2023, notamment à Tourcoing, Lille, Roubaix et Mouvaux. Le tournage des épisodes 5 à 8 commence 12 février 2024, à Lille, Lambersart, Tourcoing, Croix, Hallennes-lez-Haubourdin, La Neuville, La Madeleine, Bailleul, Hazebrouck, Morbecque, entre autres.

### Fiche technique
Sauf indication contraire, les informations mentionnées dans cette section peuvent être confirmées par les bases de données cinématographiques IMDb et Allociné,  présentes dans la section « Liens externes ».
- Titre original : HPI
- Réalisation : 
  - Saison 1 : Vincent Jamain (ép. 1 à 4), Laurent Tuel (ép. 5 à 8)
  - Saison 2 : Mona Achache (ép. 1 et 2), Vincent Jamain (ép. 3 et 4), Jean-Christophe Delpias (ép. 5 et 6), Djibril Glissant (ép. 7 et 8)
  - Saison 3 : Mona Achache (ép. 1 et 2), Vincent Jamain (ép. 3 à 5) et Djibril Glissant (ép. 6 à 8)[26],[27]
  - Saison 4 : Mona Achache (ép. 1 et 2), Djibril Glissant (ép. 3 et 4)
- Création et scénario : Stéphane Carrié, Alice Chegaray-Breugnot et Nicolas Jean[6]
- Musique : Yannis Dumoutiers
- Décors : Stéphanie Delpech
- Costumes : Nadia Chmilevsky
- Photographie : Benjamin Louet
- Montage : Jean de Garrigues et Emmanuel Douce
- Production : Anthony Lancret, Pierre Laugier et Bérengère Legrand
- Sociétés de production : Itinéraire Productions (filiale du groupe UGC (entreprise), Septembre Productions (filiale du groupe Mediawan), TF1, Pictanovo, Be-Films, RTBF (télévision belge)[3],[4]
- Société de distribution : TF1 Distribution
- Pays d'origine :  France,  Belgique
- Langue originale : français
- Format : couleur
- Genres : comédie policière
- Nombre de saisons : 5
- Nombre d'épisodes : 36 (+ 4 en préparation)
- Durée : 52 minutes
- Dates de première diffusion :
  - Belgique : 20 avril 2021 sur La Une
  - Suisse romande : 27 avril 2021 sur RTS 1
  - France : 29 avril 2021 sur TF1

## Accueil

### En France
En France, la série est diffusée les jeudis, sur TF1, depuis le 29 avril 2021. Un épisode dure environ 52 min (publicités incluses), soit une diffusion de 21 h 5 à 22 heures, et de 22 heures à 22 h 55.
HPI bat le record d'audience pour un lancement de série française sur TF1, détenu jusqu'alors par la série Clem, pour son lancement en 2010. Le premier épisode, quant à lui, bat le record établi par le lancement de RIS police scientifique en 2006,. Le troisième épisode dépasse la barre symbolique des 10 millions de téléspectateurs. Un tel score pour une série télévisée n'avait pas été atteint depuis mars 2007 (pour un épisode de Joséphine, ange gardien).
En audiences consolidées à J+7, c'est-à-dire, en ajoutant le nombre de téléspectateurs en replay, sept jours après la diffusion initiale, le premier épisode cumule 11,55 millions de téléspectateurs et les parts de marché s'élèvent à 41,4 % sur les 4 ans et plus et 46,3 % sur les FRDA-50, ce qui en fait la fiction la plus regardée depuis Marie Besnard, l'empoisonneuse en 2006. Concernant le deuxième épisode, le nombre de téléspectateurs s'élève à 11,29 millions, ce qui lui permet de battre le record du nombre de visionnage d'un programme en replay (avec 2,39 millions de vues), détenu depuis cinq ans par Le Secret d'Élise. Les parts de marché s'élèvent alors à 46,2 % sur les 4 ans et plus et 51,1 % sur les FRDA-50. Plus globalement, au cumul de ces chiffres, HPI réalise le meilleur lancement d'un programme français sur TF1 depuis Dolmen en 2005,. Une semaine plus tard, le quatrième épisode cumule près de 2,41 millions de vues supplémentaires en replay (portant le score total à 11,81 millions de téléspectateurs), ce qui lui permet de battre le record établi une semaine plus tôt.
Cette première saison réunit, en moyenne — en cumulant les scores des replays des huit épisodes — 11,5 millions de téléspectateurs, soit 45 % de part d'audience sur les 4 ans et plus et 52 % des FRDA-50. Cela en fait donc la série la plus regardée de l'histoire de la télévision (depuis la création de la mesure de l'audience en 1989), juste après Dolmen et Le Comte de Monte-Cristo.
En conséquence, elle se classe comme la série télévisée la plus regardée en France durant l'année 2021, devant La Promesse et Capitaine Marleau.
Le premier épisode de la deuxième saison atteint 9,25 millions de téléspectateurs, soit la meilleure audience télévisuelle de 2022 au moment de la diffusion. Même si les audiences ont subi une baisse de plus d'un million de téléspectateurs en une semaine lors des épisodes 3 et 4, elle reste la série la plus regardée de l'année. Le premier épisode de la saison 2 réunit, en audiences consolidées — autrement dit : en replay à J+7 —, plus de 10,9 millions de téléspectateurs, soit 1,6 million de visionnages en replay. Le deuxième épisode atteint 9,8 millions de téléspectateurs en audiences consolidées, soit près de 2 millions de visionnages en replay à J+7. Il s'agit de 46 % du public total et 55 % des femmes responsables des achats de moins de 50 ans. Le troisième épisode obtient un gain de 2 millions de téléspectateurs en replay, portant l'épisode à un total de 9,9 millions de téléspectateurs à J+7. L'épisode 4 obtient 2,1 millions de téléspectateurs de plus en replay, portant le score final à 9 millions de téléspectateurs en replay à J+7. La série gagne 8 % de part d’audience auprès des FRDA-50 et atteint 50 % de PDA (5 points si l’on comptabilise l’ensemble du public), soit un record historique. Ces scores — bien que moins élevés que pour la première saison — représentent malgré tout la plus forte audience de l'année et le meilleur replay de la saison ; du jamais vu depuis la série Dolmen en 2005.
La série bat à nouveau un record, qui concerne les FRDA-50, puisque HPI obtient le meilleur score historique auprès de cette cible pour une première partie de soirée, le jeudi 26 mai 2022, avec 50,2 % de part de marché.
La série multiplie les records puisque, le 2 juin 2022, lors de la diffusion de l'épisode 6 de la saison 2, en première partie de soirée, HPI permet à TF1 d'obtenir un record historique sur les 15-24 ans, en affichant une part de marché de 48 %. HPI a également pu bénéficier de la présence de 47 % du public chez les 15-34 ans.
Ces records sont, une fois de plus, battus par HPI le 9 juin 2022, puisque l'épisode 7, diffusé en première partie de soirée, obtient 50,4 % de FRDA-50, ainsi que 53 % du public âgé de 15 à 24 ans ; soit un record absolu pour TF1 sur une première partie de soirée.
La série obtient, en audiences veille et en moyenne, 8,14 millions de téléspectateurs pour les huit épisodes. Par rapport à la saison 1, c'est un bilan en recul en nombre de téléspectateurs — la France était soumise à un couvre-feu à cette période en 2021 avec un total TV plus important — mais la série brille par sa stabilité sur l'ensemble du public — malgré un temps estival — et se paie le luxe de progresser de 1,1 point sur la cible privilégiée des annonceurs. D'ores et déjà, les quatre premiers épisodes se sont placés dans le top 5 des meilleures audiences de 2022 au moment de la diffusion, toutes chaînes confondues.
TF1 communique les audiences de la 2e saison à J+7 (replay compris) et parle d’un « bilan exceptionnel » avec, en moyenne par épisode : 9,8 millions de téléspectateurs au total, 8,1 millions de fidèles en audience veille, +1 700 000 personnes en replay, 43 % du public, 54 % des femmes de moins de 50 ans (+2,5 points sur un an), soit un record depuis 17 ans. 50 % des 15-24 ans (+2,6 points sur un an), 50 % des 15-34 ans (+5 points sur un an), soit un record depuis 20 ans.
Le sport mis à part, ces huit épisodes de la saison 2 d’HPI réalisent les huit meilleures audiences de l’année et de la saison 2021-2022,. En moyenne, cette saison 2 a également battu son record de tarifs publicitaires (hors compétitions sportives), en récoltant 165 000 euros bruts. La série est également leader lors des rediffusions des épisodes en deuxième partie de soirée depuis le jeudi 26 mai 2022, avec une moyenne — en audiences veille — de 5 millions de téléspectateurs, soit un score digne d'un prime time.
Le jeudi 11 mai 2023, TF1 diffuse le premier épisode de la saison 3. Cet épisode réunit 8,38 millions de téléspectateurs, soit 39,5 % de part de marché sur les 4 ans et plus. Sur les cibles commerciales, HPI explose, avec 47 % des femmes responsables des achats de moins de 50 ans, 41 % des 25-49 ans, 41 % des 15-24 ans et 39 % des 15-34 ans. La chaîne signe sa meilleure audience de l’année. 2 millions de nouveaux curieux se sont ajoutés, pour un total de 10,4 millions de téléspectateurs, selon un communiqué de TF1. Sur les cibles commerciales, TF1 a même progressé, à 54 % de part d'audience sur les FRDA (+7 %) et 48 % sur les 25-49 ans (+7 %). Il s'agit tout simplement de la meilleure audience de l'année, suivie de la meilleure audience replay de la saison pour la Une. TF1 décide de ne diffuser qu'un seul épisode inédit par semaine durant toute la saison. Si l'on cumule la moyenne de la première et de la deuxième partie de soirée, HPI attire en moyenne plus de 5,50 millions de téléspectateurs, soit plus de 31 % de part de marché. Le 11 mai, la chaîne atteint 6,73 millions de téléspectateurs, soit 36,1 %, son record de saison sur les deux premières parties de soirée.
Le jeudi 15 juin, TF1 réalise un nouveau record, lors de la diffusion de l'épisode 6 de la saison 3 en première partie de soirée. En effet, l'épisode obtient 51,5 % des FRDA-50, soit le meilleur score pour une première partie de soirée et pour toute la série.
En comptant les audiences consolidées à J+7, la moyenne par épisode de la troisième saison est de 9,1 millions de téléspectateurs, avec 55 % de part d'audience (PdA) sur la cible tant convoitée des FRDA15-49, 53 % de PdA sur les 15-24 ans, 51 % de PdA sur les 15-34 ans et 41 % de PdA sur l'ensemble du public. HPI enregistre les huit meilleures audiences de l'année. Mais également les huit meilleures audiences depuis le début de la saison (septembre 2022 , hors Coupe du Monde). La moyenne de différé est très élevée, 1,7 million ; jusqu'à 2,1 millions,.
Le 16 mai 2024, lors de la diffusion du premier épisode de la saison 4, la série bat un nouveau record, en atteignant 52,3 % de la part de marché des FRDA-50, un niveau jamais atteint auparavant. L'épisode a été vu par 7,7 millions de téléspectateurs, soit 39,5 % de part de marché des 4 ans et plus. Malgré une baisse des audiences globales, la série accentue sa force de frappe sur les cibles commerciales. Il s'agit de la meilleure audience de l'année pour une fiction française, au moment de la diffusion.
À J+7, le retour de la fiction portée par Audrey Fleurot et Mehdi Nebbou a rassemblé 9,70 millions de téléspectateurs, soit 43% du public (4+ points sur l'ensemble du public, par rapport à sa diffusion à la télévision) et 60% sur femmes responsables des achats de moins de cinquante ans (+8 points). Il s'agit du « meilleur différé de l'année et de la saison toutes chaines et tous genres confondus », précise TF1.
Pour la saison 4, aucun épisode n’a dépassé les 10 millions de vues, même en comptant le replay. Un épisode est même passé sous la barre des 6 millions en flux. Pour autant, le bilan de la saison 4 est encore spectaculaire et laisse peu de chances à la concurrence : les audiences consolidées (avec replay à J+7 du dernier épisode) confirment une audience moyenne de 8,3 millions de téléspectateurs par épisode. Aucune série, ou même fiction unitaire, ne fait mieux cette année. TF1 précise que le replay (chiffre qui inclut aussi les diffusions en avant-première sur TF1+) est monté jusqu’à 2 millions de téléspectateurs en plus. Elle bat même ses propres records : sur les 15-24 ans, par exemple, la part d’audience moyenne est de 60 %.

### En Belgique
En Belgique, la série est diffusée les mardis, sur La Une, depuis le 20 avril 2021,. Un épisode dure environ 52 min (publicités incluses), soit une diffusion de 20 h 35 à 21 h 25, et de 21 h 25 à 22 h 15.
Selon la RTBF, HPI établit un record pour le lancement d'une série sur la chaîne belge. Pour son final, en audiences veille, la moyenne des deux derniers épisodes est de 510 430 téléspectateurs, soit 39,9 % de part de marché sur les 4 ans et plus, « du jamais vu depuis 1997 ».

### À l'étranger
La saison 1 de HPI a été vendue à 90 pays dans le monde et a récolté plus de 175 millions de vues en tout.
La saison 2 a été vendue à 105 pays et la saison 3, en production, est déjà en négociation de vente. Des adaptations en Tchéquie ou en Slovénie sont déjà prévues.
À l’aube de la saison 4, la série a été vendue à 107 pays sur les cinq continents et bénéficie de 7 adaptations.
Rodolphe Huet, directeur général de Newen Connect, se confie à Media + sur le succès de HPI à l'étranger : « 22 % de part d’audience (leader) avec plus de 4 millions de téléspectateurs en Italie sur la Rai 1, un soir de match de Champions League de la Juventus. Mais aussi, meilleur score d’audience pour une série sur Antena 3 en Espagne et enfin 35 % sur Das Erste en Allemagne. La série a également très bien fonctionné en Amérique latine ou sur les plateformes digitales. On estime qu’à date, plus de 175 millions d’épisodes ont été visionnés et que l’on atteindra prochainement le seuil des 200 millions ».
À la suite de ce succès, ABC Signature, filiale de The Walt Disney Company, a acquis les droits d'adaptation pour le continent américain en septembre 2022. Le rôle de Morgane sera joué par Kaitlin Olson et celui de Karadec par Daniel Sunjata, auxquels s'ajoutent Javicia Leslie (en) (Batwoman), Judy Reyes (Claws), Deniz Akdeniz (The Flight Attendant), Amirah J (Shameless) et Matthew Lamb. La série est commandée le 16 mai 2023 par le réseau ABC, mais à la suite de la grève de la Writers Guild of America de 2023, la série est repoussée à l'automne 2024.